# Purísima Concepción (1779)
El Purísima Concepción fue un navío de línea de tres puentes, cabeza de su clase homónima, botado en 1779 para la Armada Española. En 1803 había elevado su armamento a 116 cañones, siendo de 110 cañones al momento de su pérdida en 1810. La serie, compuesta de dos buques junto con el San José, fue la única de tres puentes (o cubiertas de cañones) botada para la Armada española por el sistema francés. De acuerdo con los estándares británicos el buque era, al momento de su construcción, un navío de segunda clase dotado de 94 cañones nominales. No hay unamidad en cuanto al número de cañones que portaba, pues otras fuentes citan que disponía de 120 portas, pero armado para 112 cañones; mientras que otras señalan que disponía de 94 cañones al momento de su participación no activa en la batalla del Cabo Espartel.

## Datos de su construcción
El buque fue encargado a los Reales Astilleros de Esteiro en Ferrol, donde se colocó la quilla el 29 de febrero de 1779. El buque fue botado el 24 de diciembre de 1779 y puesto en servicio en 1780. En realidad se tomaron planos del sistema inglés de Jorge Juan, muy parecidos a los del Santísima Trinidad, que acabaron siendo modificados para adaptarse al sistema francés de construcción de Francisco Gautier. Fue el primer navío de tres puentes construido en Ferrol. Su construcción dio inicio a una serie de navíos de tres puentes y 112 cañones (botados entre 1779 y 1794) que marcarían el cénit de la construcción naval española en navíos de madera.

## Historial

### Guerra anglo-española (1779-1783)
El barco partió el 18 de mayo de 1780 como buque insignia de Miguel Gascón desde Ferrol en una escuadra que incluía al San Carlos, San Vicente, Brillante, Firme, Galicia, San Pascual Bailón y Septentrión y las fragatas Nuestra Señora del Carmen y Santa Perpetua. El escuadrón llegó el 24 de mayo a Rota y el 28 de mayo a Cádiz, donde se unió a la flota combinada franco-española al mando del almirante Luis de Córdova y Córdova para la primera campaña del Canal de la Mancha. El 9 de agosto, la tripulación del barco participó en la incautación de un convoy de 52 barcos de la Royal Navy británica.
En julio-septiembre de 1781, el barco participó en la segunda campaña del Canal de la Mancha. El 5 de octubre de 1781, en Cádiz, fue nombrado buque insignia de Córdova, cargo en el que permaneció hasta el 15 de abril de 1782. Fue el 14 de noviembre de 1781 en Cádiz, desde donde escoltó a la escuadra de Francisco de Borja hasta Santo Domingo el 2 de enero de 1782 con la flota. Después de regresar, la flota se unió a la flota francesa al mando de Guichen para controlar la zona del Cabo San Vicente, el Cabo Espartel y el Cabo de Santa María. El 10 de febrero la flota regresó a Cádiz, de donde partió el barco el 12 de marzo con once navíos de línea españoles y cinco franceses para un viaje de patrulla a las Azores. El 15 de abril la flota regresó a Cádiz. En julio, el barco participó como buque insignia de Juan Bautista Bonet en la tercera expedición de guerra del Canal de la Mancha al mando de Antonio Osorno y Funes. En septiembre de 1782, el barco acompañó a la flota en el asedio de Gibraltar, desde donde regresó a Cádiz el 15 de abril. El 22 de octubre, el barco formó parte de la flota de 38 barcos de línea de la Armada española en la Batalla del Cabo Espartel, pero no participó en operaciones de combate reales. En 1784, el barco se encontraba en reserva en Cartagena.

### Reacondicionamiento en periodo de paz
El 13 de agosto el barco partió de Cartagena con la fragata Santa Gertrudis rumbo a Cádiz al mando de Juan Landecho. Al día siguiente, 14 de agosto, la tripulación del barco ayudó a un buque corsario argelino a capturar la fragata. Llegaron el 15 de agosto a Cádiz. En Cádiz el barco fue trasladado al astillero para su reconstrucción, donde estuvo desde 1786 hasta 1793. El armamento del barco era de 112 cañones después de su liberación del muelle, cuando el armamento se había complementado con 12 piezas de cañones de 8 libras colocados en la media cubierta y dos pares de cañones de 8 libras el castillo de proa.

### Primera Coalición (1792-1797)
A principios de febrero de 1793 el barco llegó para un acondicionamiento en el Arsenal de Cartagena, desde donde regresó como buque insignia de Juan Cayetano de Lángara y Huarte a Cádiz con Juan de Mendoza al mando. El barco se hizo a la mar el 23 de febrero con un destacamento de seis navíos de línea con destino a Cartagena, donde el destacamento se unió a la flota que asediaba Tolón. El 2 de octubre la flota partió de Cartagena al mando de Francisco Santiesteban rumbo al sitio de Tolón, a donde llegó el 21 de octubre con la flota británico-española, que tuvo que retirarse el 19 de diciembre. El Purísima Concepción partió el 25 de diciembre con la flota de evacuación para el viaje de regreso a Cartagena, a donde llegó el 31 de diciembre con el San Hermenegildo, Reina Luisa, Salvador del Mundo, San Juan Nepomuceno, San Leandro, Santa Isabel, Ángel de la Guarda y Bahama.
En abril de 1794 el barco se encontraba en Cádiz como buque insignia de Francisco de Borja al mando de Rafael Orozco. El 3 de marzo de 1795 se encontraba en Cádiz, de donde partió en agosto como buque insignia de José de Mazarredo, al mando de Antonio de Escaño García de Paredes. El 26 de junio de 1796, mientras el barco se encontraba en Cartagena, se produjo un incendio en el barco en el muelle, que la tripulación logró controlar antes de que se produjeran daños importantes.

### Guerra anglo-española y Segunda Coalición (1796-1802)
El 1 de febrero de 1797, el barco se encontraba en la plaza de Cartagena rumbo a Cádiz, que estaba siendo sitiada por la Royal Navy británica. En esta formación el barco era buque insignia del teniente general Francisco Javier Morales de los Ríos, con José Escaño como comandante de la nave, estando artillado con 112 cañones. El 14 de febrero, el barco participó en la Batalla del Cabo de San Vicente. En la batalla, ocho tripulantes murieron y 21 resultaron heridos a bordo, mientras que al segundo jefe de la flota, el conde Morales de los Rios, se le sometió a un consejo de guerra por su conducta siendo privado de su empleo, que no recuperaría hasta 1808 en la reserva. El 10 de abril de 1797 el barco volvió a ser buque insignia de Mazarredo.
El 21 de julio de 1799, el barco partió de Cádiz con la flota combinada franco-española hacia Brest, donde llegó el 9 de agosto de 1799. El barco, junto con la flota, fue bloqueado en Brest por la flota del contraalmirante John Colpoys, hasta que partió el 29 de abril de 1802, cuando se rompió el bloqueo. El barco llegó a Cádiz el 13 de mayo. El barco fue puesto en reserva en 1802 en Ferrol.

### Guerra de la Independencia
En 1808, el barco se encontraba en mantenimiento en Ferrol, desde donde partió el 16 de septiembre de 1809, una vez finalizadas las reparaciones, con destino a Cádiz. El barco arribó a Cádiz el 21 de septiembre con Rafael Maestre al mando, quedando en labores defensivas en el puerto. El 6 de marzo de 1810 una tempestad azotó el puerto de Cádiz, quedando el buque arrastrado por las corrientes y varado en pleamar, por lo que era imposible darle remolque. Para el 8 de marzo, el barco ya se había convertido en objetivo de buques de guerra y fuerzas terrestres francesas, finalmente, el 9 de marzo de 1810, los restos del barco se hundieron en aguas someras, tras ser arrastrados por el fuerte oleaje. El 13 de marzo se confirmó que el buque había sido incendiado por las tropas francesas.

## Comandantes del buque
| Comandante                                              | Inicio               | Fin                | Notas |
| ------------------------------------------------------- | -------------------- | ------------------ | ----- |
| Capitán de navío Don Antonio de Osorno y Funes          | julio de 1782        | 1784               |       |
| Capitán de navío Don Juan Landecho                      | 13 de agosto de 1784 | 1784               |       |
| Comodoro Don Pedro de Cárdenas                          | 1786                 | ?                  |       |
| Comodoro Don Francisco Santiesteban                     | 2 de octubre de 1793 | ?                  |       |
| Comodoro Don Luis de Villabriga y Rozas                 | 1794                 | 1796               |       |
| Capitán de navío Don José de Escaño García y de Paredes | 1 de febrero de 1797 | ?                  |       |
| Capitán Don Francisco Javier de Uriarte y Borja         | 1800                 | ?                  |       |
| Capitán Don Rafael Maestre                              | 1808                 | 9 de marzo de 1810 |       |

| Comandante                                                                        | Inicio                | Fin                 | Notas                                                                           |
| --------------------------------------------------------------------------------- | --------------------- | ------------------- | ------------------------------------------------------------------------------- |
| Vicealmirante Don Miguel Gascón                                                   | 1780                  | ?                   |                                                                                 |
| Tte. general Don Luis de Cordova                                                  | 5 de octubre de 1781  | 15 de abril de 1782 | como oficial de bandera en el Purísima Concepción                               |
| Tte. general Don Juan Bautista Bonet                                              | 1782                  | ?                   | como oficial de bandera en el Purísima Concepción                               |
| Almirante Don Juan de Langara y Huarte                                            | 23 de febrero de 1793 | 1 de marzo de 1793  |                                                                                 |
| Almirante Don Juan de Langara y Huarte                                            | 21 de octubre de 1793 | ?                   |                                                                                 |
| Almirante Don Francisco de Borja                                                  | 1794                  | ?                   |                                                                                 |
| Almirante Don Jose de Mazarredo                                                   | 3 de marzo de 1795    | ?                   | como oficial de bandera en el Purísima Concepción                               |
| Tte. General Francisco Morales de los Ríos y Pineda, Conde de Morales de los Ríos | 1 de febrero de 1797  | ?                   | como oficial de bandera en el Purísima Concepción, segundo al mando de la flota |